# 테아노 (도시)
테아노(이탈리아어: Teano)는 이탈리아 카세르타도의 코무네다. 사화산인 로카몬피나 화산의 경사지 남동쪽에 위치해 있다.